# Нариманово (Саратовская область)
Нариманово — посёлок в Питерском районе Саратовской области России. Входит в состав Агафоновского муниципального образования.

## География
Посёлок находится в юго-восточной части Саратовской области, в центральной части района, в сухостепной зоне, на левом берегу реки Малый Узень, на расстоянии примерно 5 километров (по прямой) к юго-юго-востоку (SSE) от села Питерка, административного центра района.

## Население
| 2002 | 2010 |
| ---- | ---- |
| 515  | ↘468 |

Гендерный состав
По данным Всероссийской переписи населения 2010 года в гендерной структуре населения мужчины составляли 49,8 %, женщины — соответственно 50,2 %.
Национальный состав
Согласно результатам переписи 2002 года, в национальной структуре населения русские составляли 45 %, казахи — 38 % из 515 чел.

## Инфраструктура
В посёлке функционируют средняя общеобразовательная школа, дом культуры и библиотека.

## Улицы
Уличная сеть посёлка состоит из трёх улиц.